# Tiraña
Tiraña és una parròquia del conceyu asturià de Llaviana. Té una extensió de 19,8 km² i la seua població és de 2.573 habitants, coneguts com a cuyarapos.
Està situada al nord-oest del terme municipal i limita al nord amb el conceyu de Bimenes, a l'est amb el de Nava i les parròquies de El Condao i La Pola Llaviana, al sud amb la parròquia de Carrio i a l'oest amb el conceyu de Samartín del Rei Aurelio.